# Александр Комізетті
Александр Комізетті (фр. Alexandre Comisetti, нар. 21 липня 1973, Помпапль) — швейцарський футболіст, що грав на позиції півзахисника. По завершенні ігрової кар'єри — тренер.
Виступав, зокрема, за клуби «Грассгоппер» та «Лозанна», а також національну збірну Швейцарії.
Дворазовий чемпіон Швейцарії у складі «Грассгоппера». 

## Клубна кар'єра
Народився 21 липня 1973 року в місті Помпапль. Вихованець юнацьких команд футбольних клубів «Івердон Спорт» та «Лозанна».
У футболі дебютував 1991 року виступами за команду «Лозанна», в якій провів один сезон, взявши участь у 14 матчах чемпіонату. 
Згодом з 1992 по 1994 рік грав у складі команд «Івердон Спорт» та «Лозанна».
Своєю грою за останню команду привернув увагу представників тренерського штабу клубу «Грассгоппер», до складу якого приєднався 1995 року. Відіграв за команду з Цюриха наступні чотири сезони своєї ігрової кар'єри. Більшість часу, проведеного у складі «Грассгоппера», був основним гравцем команди. За цей час двічі виборював титул чемпіона Швейцарії.
1999 року уклав контракт з клубом «Осер», у складі якого провів наступні два роки своєї кар'єри гравця.  Граючи у складі «Осера» також здебільшого виходив на поле в основному складі команди.
З 2001 року три сезони захищав кольори клубу «Серветт».  Тренерським штабом нового клубу також розглядався як гравець «основи».
Протягом 2004—2005 років захищав кольори клубу «Ле-Ман».
З 2005 року знову, цього разу два сезони захищав кольори клубу «Лозанна». 
Завершив ігрову кар'єру у команді «Ешаллан», за яку виступав протягом 2007—2008 років.

## Виступи за збірну
1996 року дебютував в офіційних матчах у складі національної збірної Швейцарії.
У складі збірної був учасником чемпіонату Європи 1996 року в Англії, під час якого грав проти Нідерландів (0-2) і Шотландії (0-1) на «Вілла Парк» в Бірмінгемі.
Загалом протягом кар'єри в національній команді, яка тривала 6 років, провів у її формі 30 матчів, забивши 4 голи.

## Кар'єра тренера
Розпочав тренерську кар'єру, повернувшись до футболу після невеликої перерви, 2013 року, очоливши тренерський штаб клубу «Лозанна».
Наразі останнім місцем тренерської роботи був клуб «Ешаллан», головним тренером команди якого Александр Комізетті був з 2017 по 2019 рік.

## Сім'я
Його брат Рафаель також колишній професійний футболіст, що також грав за «Лозанну». 

## Титули і досягнення
- Чемпіон Швейцарії (2):

«Грассгоппер»: 1995-1996, 1997-1998,